# 尧市镇
尧市镇，原为尧市乡，是中华人民共和国湖南省怀化市麻阳苗族自治县下辖的一个乡镇级行政单位。

## 行政区划
尧市镇下辖以下地区：
尧市村、马江口村、大坪村、土洞村、沟水溪村、蒲箩坪村、高洲坪村、堆子丘村、小江村、柑子坪村、大溪村和马山潭村。

## 中国传统村落
2013年8月，小江村被评为第二批中国传统村落。